# Broxton (Cheshire)
Pour les articles homonymes, voir Broxton.
Broxton est une paroisse civile et un village du Cheshire, en Angleterre.